# Żółta Skała
Żółta Skała (Żółte Ściany)  – urwisko skalne w Karkonoszach.
Granitowe urwisko skalne o wysokości 15 m położone u ujścia cieku Czarna Płóczka do Kamiennej w mieście Szklarska Poręba.

## Szlaki turystyczne
U podnóża skały biegnie szlak turystyczny:
- zielony Szklarska Poręba - Michałowice
- niebieski Szklarska Poręba Górna - Michałowice[1].